# Iekaterina Samutsévitx
Iekaterina Samutsévitx   (Moscou, 9 d'agost de 1982) Iekaterina Stanislàvovna Samutsévitx (en rus: Екатерина Станиславовна Самуцевич), també coneguda com Katya és una música i activista política russa, membre del grup de punk rock Pussy Riot, anti-Putin.
El 17 d'agost del 2012 la declararen culpable de vandalisme causat per odi religiós per una actuació a la Catedral de Moscou i fou condemnada a dos anys de presó. La Unió de Solidaritat amb els Presos Polítics l'ha reconeguda presa política. Amnistia Internacional l'anomenà presa de consciència per "la gravetat de la resposta de les autoritats russes".
El 10 d'octubre del 2012, un jutge d'apel·lació de Moscou va suspendre la sentència després d'admetre l'argument del seu advocat que els guàrdies de la catedral l'havien detinguda abans que pogués traure la guitarra de la funda. Després del seu alliberament, Yekaterina Samutsevich desaparegué de l'escena pública.

## Trajectòria
Iekaterina Samutsévitx estudià informàtica en l'Institut d'Enginyeria Elèctrica de Moscou i va treballar en un centre de recerca com a programadora informàtica, abans de deixar-lo per a estudiar art multimèdia a l'Escola de Fotografia i Multimèdia Rodchenko, on es va llicenciar. Durant dos anys treballà per a un contractista de Defensa en un projecte secret, en el programari del submarí d'atac nuclear K-152 Nerpa. Després treballà com a programadora independent. S'interessa pels temes LGBT. És membre del col·lectiu Voina des del 2007. El 2010, com a activista de Voina va intentar deixar anar paneroles vives al Palau de Justícia de Tagansky. Posteriorment la processaren per participar en l'"oració punk" de Pussy Riot. També va participar en una sèrie d'accions, l'Operació Kiss Garbage, de gener a març del 2011. Aquest projecte consistia que els membres femenins besassen les dones policies a les estacions de metro de Moscou i als carrers. Es tractava d'una protesta contra el govern, però també era controvertida perquè els "petons d'emboscada" no consentits es podien considerar agressió sexual.